# À nous deux
Pour plus de détails, voir Fiche technique et Distribution.
À nous deux est un film français réalisé par Claude Lelouch sorti en 1979.
C'est un film qui fit partie de la sélection officielle du festival de Cannes hors compétition en 1979.
Le titre du film a été repris par une émission culturelle d'entretiens avec des personnalités, sur France Ô qui n'eut pas un brillant succès…

## Synopsis
Françoise (Catherine Deneuve), pharmacienne alcoolique, se livre à des extorsions de fonds sur des maris adultères. Pourchassée par la police, elle entraîne sur sa route Simon (Jacques Dutronc), un homme tout juste évadé de prison. Durant leur cavale, ils tombent peu à peu amoureux l'un de l'autre.

## Fiche technique
- Réalisateur, scénario et production : Claude Lelouch
- Direction artistique : Jean-Louis Povéda
- Costumes : Nicole Pelletier
- Photographie : Bernard Zitzermann
- Montage : Sophie Bhaud
- Musique : Francis Lai
  - Chanson thème : Fabienne Thibeault
- Société de production : Cinévidéo
- Pays de production :  France
- Format : couleur (Eastmancolor) - 1,66:1 - 35 mm - son mono
- Genre : drame
- Durée : 112 minutes
- Date de sortie : 23 mai 1979

## Distribution
- Catherine Deneuve : Françoise
- Jacques Dutronc : Simon
- Jacques Villeret : Tonton Musique
- Paul Préboist : Mimile
- Gilberte Géniat : Zézette
- Marie-Pierre de Gérando : Monsieur Lucas, l'amant de Françoise
- Evelyne Ker : Tata Musique
- Jean-François Rémi : Le père de Françoise
- Monique Mélinand : La mère de Françoise
- Bernard Le Coq : Le photographe
- Guy Rétoré : Le ministre
- Daniel Auteuil : Un voyou
- John Boylan (en)
- Gérard Caillaud : Bliche
- Nathalie Caron
- Bernard Crombey : L'inspecteur Alain
- Gérard Darmon
- Alain David
- Emile Genest
- Evelyne Gilbert
- Bunny Godillot
- Jacques Godin
- Anne Jousset
- Myriam Mézières
- Jean-Paul Muel
- Xavier Saint-Macary : Le détective
- Gérard Surugue
- Simon Lelouch : Marc (non crédité)
- Olivier Lai : Simon enfant (non crédité)
- Chiara Mastroianni : La petite fille (non crédité)

## Distinctions
- Clôture du Festival de Cannes
- Malgré une très bonne distribution, le film reçoit un accueil moins enthousiaste contrairement à certains films sortis la même année comme Série Noire d'Alain Corneau avec Patrick Dewaere ou encore Buffet froid de Bertrand Blier avec Gérard Depardieu, Bernard Blier et Jean Carmet.
- Le film a fait partie d'une collection remasterisée de certains classiques de Claude Lelouch avec L'aventure c'est l'aventure qui comporte entre autres Lino Ventura, Jacques Brel, Charles Denner, Aldo Maccionne et Charles Gérard.